# Interstate 72 Business Loop (Jacksonville, Illinois)
La Interstate 72 Business Loop (abreviada I-72 Bus Loop) es una arteria periférica de la Interestatal 72 en Jacksonville ubicada en el estado de Illinois. La autopista inicia en el este desde la US 36     / Morton Avenue en Jacksonville terminando en el oeste en la I 72  , US 36 .

## Recorrido
La Interstate 72 Business Loop en Jacksonville es la única ruta periférica de la Interestatal 72. La autopista pasa sobre Jacksonville, recorriendo el antiguo segmento de la Antigua Ruta 36 en el lado sur de pueblo.

## Mantenimiento
Al igual que las carreteras estatales, las carreteras federales, la Interstate 72 Business Loop es administrada y mantenida por el Departamento de Transporte de Illinois por sus siglas en inglés IDOT.